# Mallligunte, Magadi
Mallligunte là một làng thuộc tehsil Magadi, huyện Ramanagara, bang Karnataka, Ấn Độ.